# Battifollo
Battifollo là một đô thị tại tỉnh Cuneo trong vùng Piedmont của Italia, vị trí cách khoảng 90 km về phía đông nam của Torino và khoảng 35 km về phía đông của Cuneo. Tại thời điểm ngày 31 tháng 12 năm 2004, đô thị này có dân số 252 người và diện tích là 11,1 km².
Battifollo giáp các đô thị: Bagnasco, Ceva, Lisio, Nucettovà Scagnello.